# Tändkälla
Termen tändkälla används bland annat om källor med tillräcklig energi för att kunna antända en explosiv atmosfär. Vanliga antändningskällor vid bränder och explosioner är gnistor från elektriska kontakter, värme från mekaniska och elektriska apparater, statisk elektricitet, friktionsvärme och ljuskällor med hög energi per ytenhet. 
Den grundläggande standarden för explosionsskydd SS-EN 1127-1, Explosiv atmosfär – Förhindrande av och skydd mot explosion – Del 1: Grundläggande begrepp och metodik behandlar risker från och sätt att skydda mot antändning genom följande tändkällor: 
- Heta ytor
- Flammor och heta gaser (inklusive heta partiklar)
- Mekaniskt genererade gnistor
- Elektriska apparater
- Vagabonderande strömmar, katodiskt korrosionsskydd
- Statisk elektricitet
- Blixt
- Radiofrekventa elektromagnetiska vågor 104 till 3 x 1012Hz
- Elektromagnetiska vågor 3 x 1011 till 3 x 1015 Hz
- Joniserande strålning
- Ultraljud
- Adiabatisk kompression och tryckvågor
- Exoterma reaktioner (avger värmeenergi), inkl. självantändning av damm